# Kanał Ulga w Raciborzu

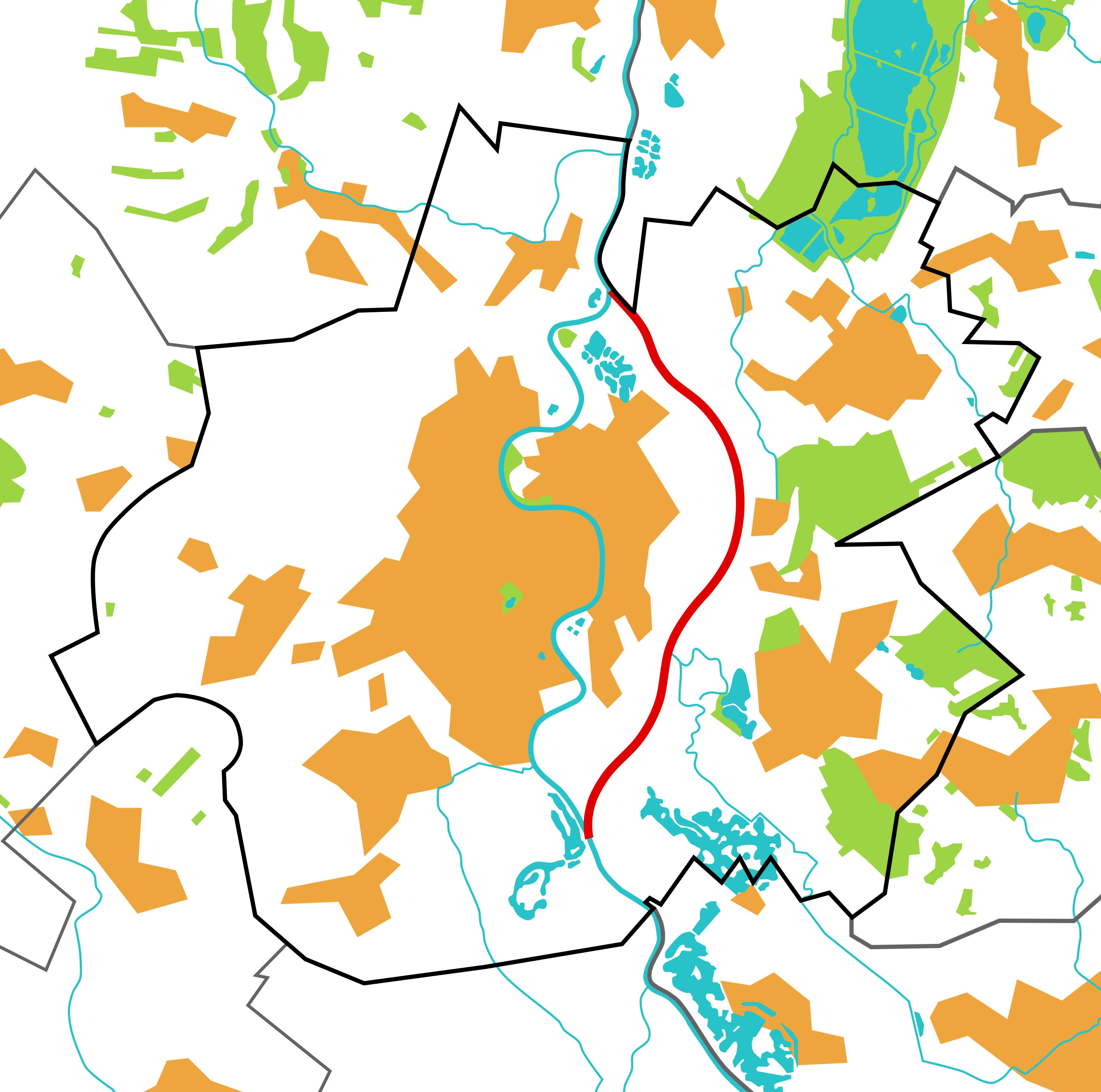
Mapa Raciborza z zaznaczonym na kolor czerwony dawnym przebiegiem kanału Ulga

Kanał Ulga (Kanał Ulgi, Nowa Odra) – kanał wodny w Raciborzu o długości 8,1 km. Zbudowany został w celach przeciwpowodziowych w latach 1934–1942. Zaczyna się i kończy na rzece Odrze, tworząc jednocześnie sztuczną wyspę.

## Historia
Celem budowy kanału było odsunięcie Odry od centrum miasta. Po jego wybudowaniu koryto rzeki miało zostać wysuszone i przekształcone w tereny zielone. Pierwszy plan oddalenia Odry od miasta opracował w roku 1751 wrocławski inspektor Neuwertz. Zaczęto wówczas nawet robić na Płoni wykop o długości 400 m. W 1872 roku powstał również projekt kanału Odra-Dunaj. W 1883 roku zrodziła się koncepcja wybudowania zapory na Odrze pod Raciborzem, a projekt kanału Odra-Dunaj wzbogacił się o plan utworzenia zbiornika o powierzchni 10 200 hektarów. W projekcie budowy tego kanału miał on biec prawie równolegle z dzisiejszą ul. Brzeską i torami kolejowymi, aby następnie przejść przez teren byłego stawu Kamieniok na dzisiejsze osiedle Obora, gdzie między ul. Łokietka i Chrobrego przeciąłby ul. Gliwicką w dzielnicy Markowice. Następnie biegłby równolegle do torów i przeciąłby staw Brzeziniak w rezerwacie Łężczok.
Budowę kanału Odra-Dunaj pokrzyżowało powstanie Republiki Czechosłowackiej, dlatego władze Niemiec postanowiły wybudować kanał zmniejszający zagrożenie powodziowe w mieście. Dodatkowym bodźcem dla tej inwestycji była walka z bezrobociem poprzez organizowanie robót publicznych. Koryto nowego kanału przebiegało o wiele bliżej miasta i nie stykało się z łożyskiem kanału Odra-Dunaj. 16 maja 1934 roku rząd niemiecki zdecydował się rozpocząć inwestycję. W pierwszej transzy na ten cel przeznaczono środki w wysokości dwóch milionów marek.
Planowano podczas budowy wydobyć 4 miliony m³ ziemi, a na całej długości kanału od strony miasta usypano wał przeciwpowodziowy. Na kanale przewidziano utworzenie czterech mostów – pierwszy na południu, jako przedłużenie dzisiejszej ul. Sudeckiej, drugi w ciągu dzisiejszej ul. Rybnickiej, trzeci jako most kolejowy na dzisiejszej linii kolejowej nr 151 i czwarty w biegu dzisiejszej ul. Rudzkiej. Nie przewidziano osobnego mostu dla działającej wtedy kolei wąskotorowej, którą według planu z 1934 roku postanowiono poprowadzić mostem na ul. Rybnickiej. Założenia tego jednak nie zrealizowano i odcinek linii wąskotorowej pomiędzy stacjami Ratibor Plania i Lukasine został zlikwidowany. Kolejka wąskotorowa kończyła swój bieg na Lukasynie. Ponadto zmieniony został bieg ul. Rybnickiej, aby most przebiegał prostopadle do nurtu kanału. Pierwotnie ulica ta skręcała na wysokości obecnie znajdującej się stacji benzynowej w kierunku przejazdu kolejowo-drogowego na Dębiczu. Przy pierwotnym biegu ulica ta przecinałaby kanał pod skosem.
W planach koryto Odry miało zostać wysuszone i w tym miejscu chciano urządzić tereny zielone. W wyniku aneksji Austrii i przyłączeniu do III Rzeszy Sudetów przewidywano zwiększenie ruchu kolejowego w tym rejonie. W związku z tym zmieniono pierwotne plany w kierunku zasypania koryta rzeki i utworzenia dodatkowej linii kolejowej śladem dawnego koryta, między starym mostem kolejowym a terenami dzisiejszego Rafako, które dawniej były użytkowane przez Bractwo Strzeleckie. Planowano zrealizować to w ciągu 4–5 lat za 10 milionów marek.
Prace ruszyły 21 sierpnia 1934 roku – pierwszą łopatę w miejscu dzisiejszego mostu prowadzącego do Markowic wbił ówczesny gauleiter Śląska, Helmuth Brückner. Pierwszym budowanym odcinkiem był fragment od dzisiejszego mostu na ulicy prowadzącej do Markowic do ujścia kanału koło Miedoni. Wydobyto wtedy 400 000 m³ ziemi, z której usypano wały przeciwpowodziowe, a resztę wsypano do wyrobiska nieużytkowanej już cegielni. Tylko w niektórych odcinkach budowy wykorzystywano koparkę o napędzie parowym. W celu przetransportowania wydobywanej ziemi wybudowano torowisko o długości 7 km i szerokości 75 cm. Do ciągnięcia wagonów wykorzystywano 4–5 parowozów. W maju 1935 roku rozpoczęto budowę odcinka od ul. Rudzkiej do torów kolejowych. W sierpniu 1935 roku przy budowie kanału pracowało 1200 robotników, a w październiku już tylko 700. Jesienią roku 1937 zaczęto prace na odcinku na południe od ul. Rybnickiej.
W 1939 roku inwestycję znacznie skomplikowały dwie powodzie, w maju i w lipcu. Dane z 26 maja mówią o tym, że o pierwszej w nocy woda osiągnęła wysokość 683 cm przy stanie alarmowym wynoszącym 600 cm. Woda zalała domostwa przy brzegu rzeki i niżej położone. Dostała się także do wykopów na południowym odcinku, po czym przerwała wały i przedostała się do kolejnych odcinków, w wyniku czego powstało jezioro o długości 5 km. Na terenie budowy odnotowano znaczne straty, a prace zostały przerwane. Z jednych miejsc kanału została wypłukana ziemia, a w innych naniesiony namuł. Most na ul. Rybnickiej oraz tymczasowy most kolejowy zostały przerwane. Grobla, na której znajdowały się tory kolei wąskotorowej, została podmyta, a tory wisiały w powietrzu. Jednakże mosty z dźwigarów skrzynkowych zostały umiejscowione, a grobla i torowisko było ułożone, dzięki czemu w nocy ruch został przeniesiony na właściwe torowiska. Informacja prasowa z 19 lipca mówi o zagrożeniu powodziowym, jakie niesie ciągle podnoszący się poziom wody na Odrze. 28 lipca o godzinie 20. poziom rzeki wynosił 735 cm. Po powodzi wodę z terenu budowy przepompowano i powrócono do robót. Prace ostatecznie zakończono 18 grudnia 1942 roku. Stare koryto rzeki wbrew wcześniejszym planom jednak pozostawiono.
Roboty wykonywały firmy Lenz & Spółka z Gliwic oraz Richard Schulz ze Strzelec Opolskich. Z wydobytej w trakcie budowy ziemi usypano wały przeciwpowodziowe, a nadmiar wsypano do nieczynnej pobliskiej żwirowni.
Część kanału Ulga wraz ze zbiornikiem Racibórz Dolny może w przyszłości stać się częścią planowanego kanału Odra-Dunaj-Łaba.
W związku z budową zbiornika przeciwpowodziowego Racibórz Dolny wybudowano nowy odcinek kanału o długości około 2,2 km. przechodzący przez główną zaporę zbiornika, zasypując jednocześnie stary 700 metrowy odcinek kanału. Obecnie Kanał Ulga zaczyna się w Starych Nieboczowach w powiecie wodzisławskim, a kończy w północnej dzielnicy Raciborza - Miedoni. Całkowita długości kanału po przebudowie wzrosła z ok. 7,5 km do ok. 8,1 km.

## Charakterystyka

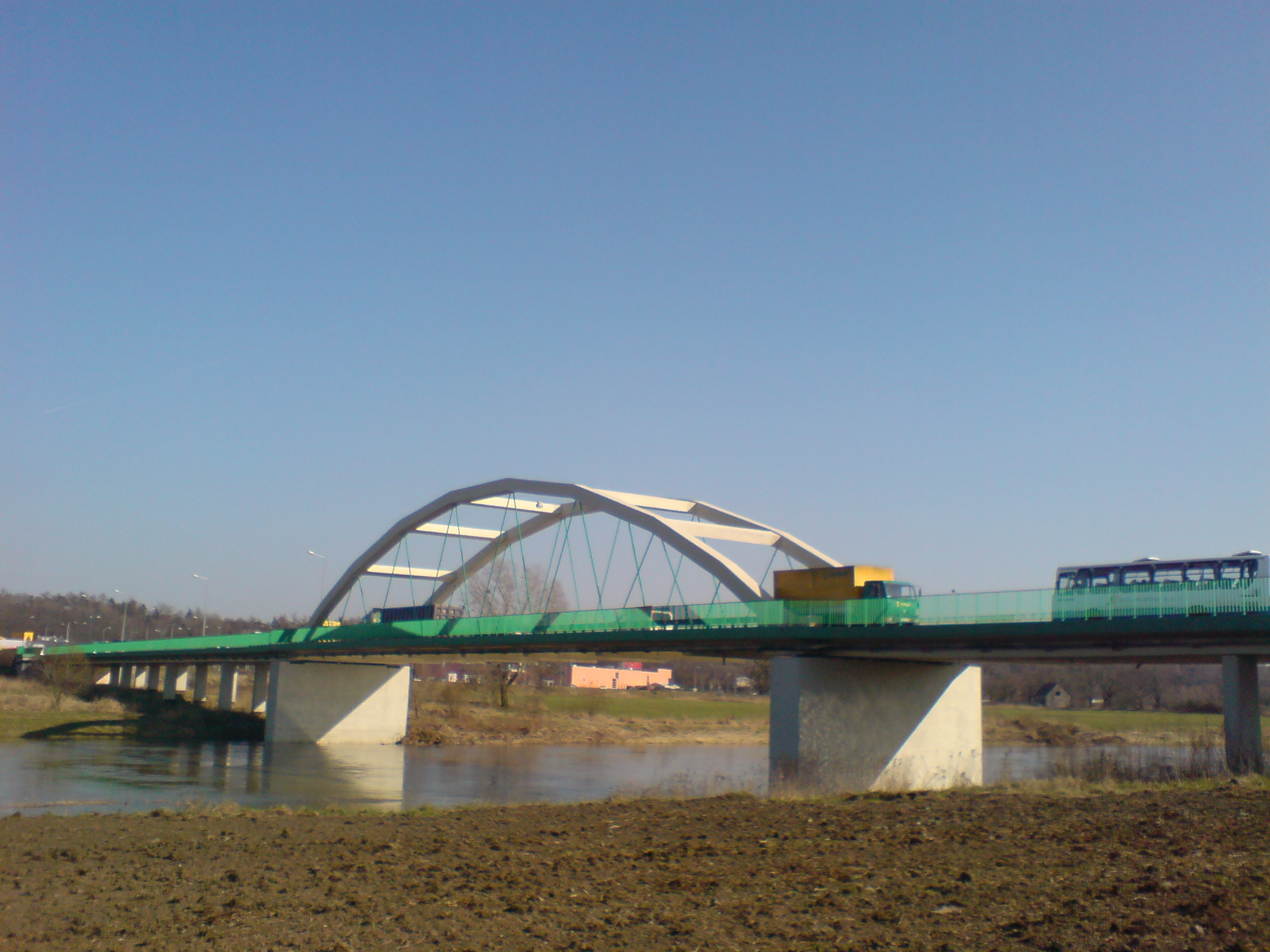
Most na ul. Rybnickiej

Obecnie po przebudowie Kanał Ulga zaczyna się na terenie zalewanego tylko w czasie powodzi Zbiornika Racibórz Dolny w Starych Nieboczowach w powiecie wodzisławskim, a kończy w północnej dzielnicy Raciborza - Miedoni. Całkowita długości kanału to ok. 8,1 km. Kanał biegnie następnie  południowym dzielnicami Raciborza - Studzienną i Sudołem. Następnie, zataczając łagodne półkola płynie w kierunku północnym. Kończy swój bieg wpadając do Odry w okolicy Miedoni łącząc się ponownie z Odrą w 55 km jej biegu. Do kanału na wysokości Brzezia wpływa jako prawy dopływ struga Plęśnica (potocznie nazywana Plinc). Na kanale znajdują się cztery mosty, w tym trzy drogowe: na ul. Sudeckiej, Rybnickiej i Rudzkiej oraz jeden most kolejowy na linii nr 151. Niewielki fragment końcowy kanału stanowi granicę pomiędzy Raciborzem a gminą Nędza.
Kanał ma przekrój podwójnego trapezu. Jego rozpiętość górna wynosi od 93 do 116 m, dolna 38,6 m, głębokość 6 m, a długość 7,3 km.